# Josiah Willard Gibbs
Josiah Willard Gibbs (ur. 11 lutego 1839 w New Haven, zm. 28 kwietnia 1903 tamże) – amerykański fizyk teoretyk, profesor Uniwersytetu Yale (w New Haven). Laureat Medalu Copleya (1901).

## Życiorys
Wniósł duży wkład do termodynamiki chemicznej. Jako fizyk i matematyk współtworzył analizę wektorową. Był pierwszym doktorantem w zakresie inżynierii na Uniwersytecie Yale. W latach 1875–1878 Gibbs napisał i opublikował serię prac, które wydane w formie monografii noszą tytuł On the Equilibrium of Heterogeneous Substances („O równowadze substancji niejednorodnych”). Uważa się, że dzieło to jest jednym z największych naukowych osiągnięć XIX wieku i stanowi fundament powstającej wówczas nowej dziedziny: chemii fizycznej. Gibbs jest również uważany za jednego z ojców mechaniki statystycznej. W 1902 Uniwersytet Yale opublikował jego klasyczną książkę Elementary Principles of Statistical Mechanics („Podstawowe zasady mechaniki statystycznej” – to właśnie Gibbs wprowadził ten termin).
W 1901 Josiah Willard Gibbs otrzymał prestiżową nagrodę londyńskiego Towarzystwa Królewskiego (Copley Medal).